# Markus Goller
Pour les articles homonymes, voir Goller.
Markus Goller, né le 29 juin 1969 à Munich, est un monteur et réalisateur allemand de comédies.

## Carrière
Goller a commencé sa carrière en tant qu'assistant monteur dans la maison de production bavaroise Filmhaus. Deux ans plus tard, il s'est mis à son compte et a travaillé comme monteur indépendant pour des films, des clips et dans la publicité, dans des productions aussi bien allemandes qu'américaines.
En 2002, Goller s'est attelé à la réalisation avec Mask Under Mask, qui n'a rencontré que peu de succès commercial. Huit ans plus tard, en 2010, il s'est fait un nom en réalisant Friendship! avec Matthias Schweighöfer, une comédie qui narre le périple rocambolesque d'est-berlinois voyageant aux États-Unis juste après la chute du mur. 
Son film suivant Eine ganz heiße Nummer en 2012 est réalisé d'après le bestseller de l'auteure Andrea Sixt et relate l'aventure d'un groupe de femmes qui fonde un téléphone rose dans un village très traditionnel en forêt de Bavière pour payer des dettes et éviter la fermeture de l'épicerie locale. 
En 2013, Frau Ella, d'après le roman de Florian Beckerhoff, raconte l'histoire d'une dame de 87 ans qui part voyager en France pour retrouver son amour de jeunesse : un soldat américain rencontré après la seconde guerre mondiale. 
En novembre 2014 est sorti Alles ist Liebe, une comédie romantique de noël qui est un remake du film à succès néerlandais Alles is liefde (2007).
Goller est marié avec la réalisatrice Katja von Garnier.

## Filmographie
- Mask Under Mask (2002)
- Friendship! (2010)
- Eine ganz heiße Nummer (2011)
- Frau Ella (2013)
- Alles ist Liebe (2014)
- 25 km/h (2018)